# 風雲児 織田信長
『風雲児 織田信長』（ふううんじ　おだのぶなが）は、1959年（昭和34年）10月25日公開の日本映画である。東映製作・配給。監督は河野寿一、主演は中村錦之助 (萬屋錦之介)。カラー、東映スコープ、95分。

## ストーリー
戦国、群雄割拠の時代。父信秀が没したのは、信長が16歳の時である。萬松寺 で行われた葬礼で、信長は荒縄を腰に巻いた異形の姿で現れ、抹香を父の位牌に投げつけた。妻の濃姫 は彼の頬に光る涙を見た。狂人とののしられながら、自己の信念に生きる信長も、人の子だったのか？信長は「尾張の大うつけ」が定評だったが、これが信長のつけ目で、奇行で家臣までもあざむいた。家老・平手政秀 は諫書を呈すと、切腹して果てた。信長は心から信頼していた臣を失ったことを悲しんだ。濃姫の実父・美濃国稲葉城主斎藤道三 は、信長の尾張国を狙うものの一人だった。使が信長との会見を申入れてきた。濃姫も「まむし」だから用心するように忠告する。道三は罠を用意して待っていた。信長は正徳寺で道三と会見するが、信長は槍と鉄砲計千人を道中にひき連れ、道三をおびやかし、会見の場では狂人的姿から礼装に早変りし、先手をうった。道三は手の掌を返すように歓待した。彼の帰りを予期しなかった濃姫はその無事を喜んだ。－－突然、今川義元 4万の大軍が、尾張領になだれこんできた。義元の目的は上洛にあった。信長の手勢は5千、その前衛は次々につぶされた。信長は夜盗の蜂須賀小六 にも協力を申込んでいた。義元は勝報に気をよくし、折からの猛暑を田楽狭間に避けた。清洲城の信長は出陣の気配を示さず、家臣も焦立つ。信長は十倍の敵に対する作戦を考えていた。“十人に一人、十人がもし眠っていたら……”ふと濃姫のもらした言葉が、信長をとらえた。濃姫に鼓をうたせ、“敦盛”を静かに舞い納めると、彼はすぐさま出陣を命じた。兵は嵐をついて桶狭間 を襲った。－－義元の首級を馬前に、信長は清洲城に引き揚げた。白装束で待っていた濃姫には、夢のようだった。

## スタッフ
- 監督：河野寿一
- 脚本：結束信二
- 原作：山岡荘八
- 企画：小川貴也、中村有隣
- 撮影：坪井誠
- 音楽：富永三郎
- 美術：吉村晟
- 録音：野津裕男
- 照明：中山治雄

## キャスト
- 織田信長：中村錦之助 (萬屋錦之介)
- 濃姫：香川京子
- 平手政秀：月形龍之介
- 斎藤道三：進藤英太郎
- 木下藤吉郎：中村賀津雄 (中村嘉葎雄)
- 丹羽万千代：里見浩太郎 (里見浩太朗)
- 今川義元：柳永二郎
- 三浦備後守：加賀邦男
- 森三左衛門：織田政雄
- 林佐渡守：沢村宗之助
- 柴田権六：阿部九洲男
- 池田勝三郎：徳大寺伸
- 蜂須賀小六：戸上城太郎
- 佐久間信盛：中村歌昇 (2代目)
- 山口左馬頭：清川荘司
- 長谷川橋介：尾上鯉之助
- 毛利新助：片岡栄二郎
- 岩室長門守：遠山恭二
- 愛智小十郎：藤木錦之助
- 賀藤弥四郎：大月正太郎
- 村松与左衛門：有馬宏治
- 丹羽万五郎：高松錦之助
- 五味新蔵：小田部通麿
- 川井重介：潮路章
- 後藤田勘左衛門：長嶋隆一
- 浅川政敏：中村時之介
- 各務野：風見章子
- 深雪：三井京子
- 八重：月笛好子
- 杉乃：松浦築枝
- 由美：中里阿津子
- 三門次：中村幸吉
- 道丹：尾形伸之介
- 老僧：尾上華丈
- 百姓：片岡半蔵、木南兵介

## エピソード
当時の京都撮影所所長・岡田茂は、本作の見どころだった織田信長の合戦場面の撮影で、蛇が一匹出たため、錦之助が「おれは蛇は嫌いだ」と怒って帰ってしまったと話している。岡田が「そう言わずに出てくれよ」と頼んでも「おれは倒れそうでとても演技なんてできやしない。これじゃお客さんに迷惑をかける」と屁理屈を言った。「とにかくいうことをきかない。でもそれが通る大物でした」などと述べている。